# Paruline des prés
Setophaga discolor
Espèce
Statut de conservation UICN

 LC  : Préoccupation mineure
La Paruline des prés (Setophaga discolor, anciennement Dendroica discolor) est une espèce de passereaux appartenant à la famille des Parulidae.

## Répartition

zone de nidification
zone de nidification et d'hivernage
zone d'hivernage